# ألفارو منديز
ألفارو منديز (بالإسبانية: Álvaro Méndez)‏ (6 أبريل 1976 بمونتفيدو في الأوروغواي - ) هو لاعب كرة قدم أوروغواني في مركز الهجوم. لعب مع رامبلا جونيورز وEsporte Clube São José ‏ وإيسيدرو ميتابان ‏ وإنستيتوسيون أتلتيكا سود أمريكا ‏.

## وصلات خارجية
- ألفارو منديز على موقع قاعدة بيانات كرة القدم.إي يو (الإنجليزية)